# Kem Siêu nhân
Kem Siêu nhân (tiếng Anh: Superman ice cream) là loại kem có ba hương vị thường xuất hiện với các màu đỏ, xanh và vàng, thường được tìm thấy ở vùng Trung Tây Hoa Kỳ, đặc biệt là các bang Michigan và Wisconsin. Sự kết hợp thường được cho là bắt nguồn từ Detroit, Michigan, tại thương hiệu Stroh's Ice Cream trong suốt thời kỳ Cấm rượu, thế nhưng theo đó thì điều này chưa chắc đúng hoàn toàn.
Sự kết hợp ba màu thường được đặt theo tên Siêu nhân (Superman), nhân vật siêu anh hùng của DC Comics sở hữu bộ trang phục bao gồm những màu đó, tuy nhiên hương vị kem có nguồn gốc trước khi nhân vật này được tạo ra và chưa bao giờ được cấp phép chính thức, vì vậy một số nhà sản xuất bán hương vị kem này dưới những cái tên thương hiệu khác nhau để tránh các vấn đề pháp lý tiềm ẩn. Hỗn hợp hương vị chính xác không được xác định cũng như bảng màu, và các nhãn hiệu khác nhau thường thay đổi các thành phần hương vị được sử dụng để tạo nên dạng kem lốc xoáy.
Nhiều phiên bản truyền thống gọi kem trăng xanh (Blue Moon), một loại hương vị kem trong vùng thậm chí còn khó hiểu hơn, là thành phần màu xanh của kem lốc xoáy. Kem trăng xanh sở hữu hương vị khó có nơi nào có được và giống như hương vị kem Siêu nhân thường kết hợp với nhau, được tạo ra vào đầu thế kỷ 20.

## Danh sách kết hợp thương hiệu và hương vị phổ biến

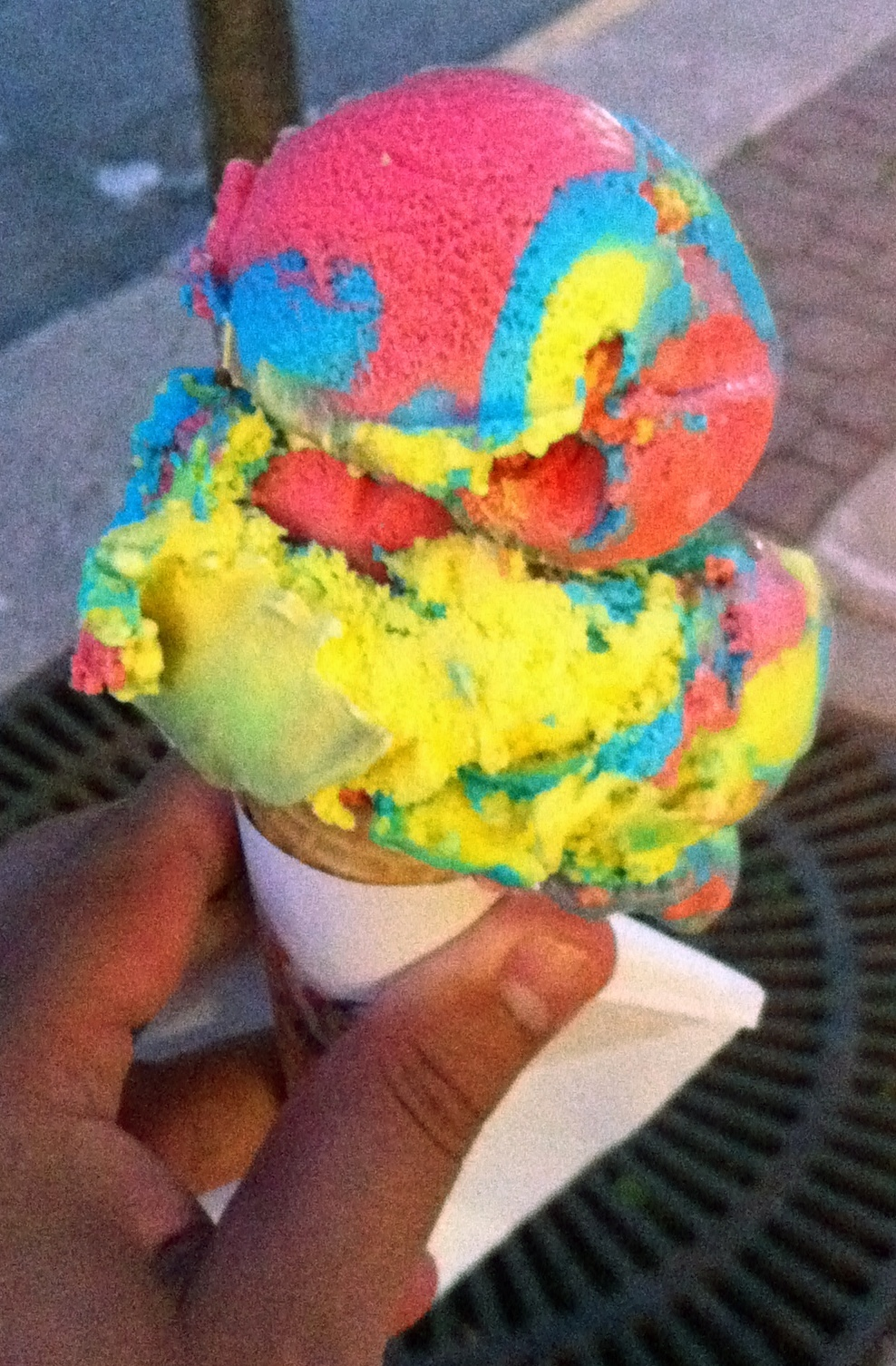
Kem Siêu nhân đựng bằng vỏ ốc quế

| Nhà sản xuất            | Tên thương hiệu            | Hương vị xanh  | Hương vị đỏ          | Hương vị vàng |             |
| ----------------------- | -------------------------- | -------------- | -------------------- | ------------- | ----------- |
| Stroh's Ice Cream       | "Super Rainbow"            | Blue Moon      | Red Pop (Strawberry) | Lemon         | [ 1 ] [ 5 ] |
| United Dairy Farmers    | "Super Moo"                | Blue Vanilla   | Cherry               | Vanilla       | [ 6 ]       |
| Hudsonville Ice Cream   | "SuperScoop"               | Blue Moon      | Black Cherry         | Vanilla       | [ 7 ]       |
| Meijer (Purple Cow)     | "Scooperman"               | Blue Moon      | Black Cherry         | Vanilla       | [ 8 ]       |
| Cedar Crest Ice Cream   | "Superman"/"Super Madness" | Blue Raspberry | Cherry               | Vanilla       | [ 1 ] [ 9 ] |
| Laura Secord Chocolates | "Super Kid"                | Blueberry      | Strawberry           | Banana        | [ 10 ]      |
| Kroger                  | "Tie Dye Burst"            | Blue Moon      | Cherry               | Vanilla       | [ 11 ]      |
| Perry's Ice Cream       | "Super Hero"               | Blue Raspberry | Cherry Bubble Gum    | Lemon         | [ 12 ]      |
| Well's Blue Bunny       | "Scooper Hero"             | Vanilla        | Vanilla              | Vanilla       | [ 13 ]      |